# 12 Songs
12 Songs es un álbum de estudio del cantautor estadounidense Neil Diamond, publicado el 8 de noviembre de 2005 por Columbia Records.

## Lista de canciones
Todas escritas por Neil Diamond, excepto donde se indique lo contrario.
1. "Oh Mary" - 5:12
2. "Hell Yeah" - 4:25
3. "Captain of a Shipwreck" - 3:55
4. "Evermore" - 5:18
5. "Save Me a Saturday Night" - 3:31
6. "Delirious Love" - 3:12
7. "I'm on to You" - 4:27
8. "What's It Gonna Be" - 4:04
9. "Man of God" - 4:21
10. "Create Me" - 4:10
11. "Face Me" - 3:27
12. "We" - 3:49
13. "Men Are So Easy" (bonus track) - 4:04
14. "Delirious Love" (con Brian Wilson) (bonus track) - 3:23

## Crédito
- Neil Diamond – voz, guitarra
- Mike Campbell – guitarra
- Smokey Hormel – guitarra
- Pat McLaughlin – guitarra
- Jason Sinay – guitarra
- Jonny Polonsky – guitarra, bajo
- Lenny Castro – percusión
- Benmont Tench – piano, órgano
- Larry Knechtel – piano
- Roger Joseph Manning Jr. – piano
- Billy Preston – órgano Hammond (4, 9, 11)
- Brian Wilson – voz (14)